# Artoria minima
Artoria minima là một loài nhện trong họ Lycosidae.
Loài này thuộc chi Artoria. Artoria minima được Lucien Berland miêu tả năm 1938.